# تشيس أوينز
تشيس أوينز (بالإنجليزية: Chase Owens)‏ هو مصارع محترف أمريكي، ولد في 7 مارس 1990 في بريستول في الولايات المتحدة.

## روابط خارجية
- تشيس أوينز على موقع WrestlingData.com (الإنجليزية)
- تشيس أوينز على موقع CageMatch worker (الإنجليزية)
- تشيس أوينز على موقع قاعدة بيانات المصارعة على الإنترنت (الإنجليزية)
- تشيس أوينز على موقع عالم المصارعة على الإنترنت (الإنجليزية)